# Stellaria howardii
Stellaria howardii är en nejlikväxtart som beskrevs av Bassett Maguire. Stellaria howardii ingår i släktet stjärnblommor, och familjen nejlikväxter. Inga underarter finns listade i Catalogue of Life.